# Houtzaagmolen De Ster

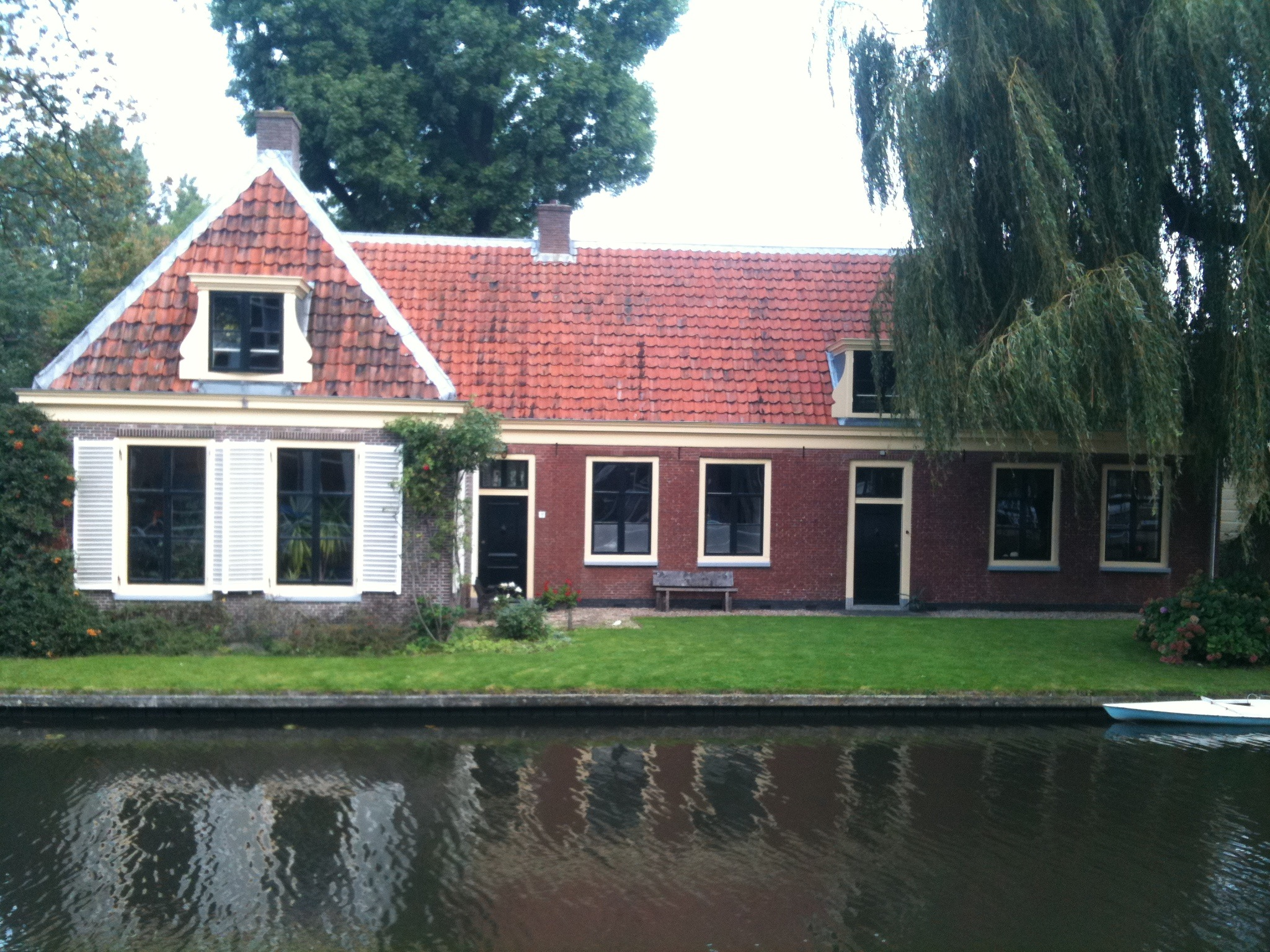
Rijksmonumentale molenaarswoning op het erf.

Houtzaagmolen de Ster is het middelpunt van het Molenerf de Ster, een van de weinige vrijwel compleet bewaard gebleven houtzaagmolenerven van Nederland.Molenerf de Ster bestaat uit de achtkante stelling (wind)molen met houtzagerij, de molenaarswoning, twee knechtswoningen en drie houtdroog-loodsen. De top van de molen reikt tot 20 meter. De wieken staan daar nog eens 9 meter boven. De Ster is van ver in de omtrek te zien.
In het water bij de molen liggen stammen van allerlei houtsoorten zoals iepen, platanen, linden en eiken tussen een half jaar en twee jaar om de zouten en zuren op te laten lossen. Ten slotte worden de stammen de molen in gesleept en verzaagd.
De houtzaagmolen stamt oorspronkelijk uit 1739. Van de oorspronkelijke molen was sinds 1911 alleen de zagerij nog over. De molen is tussen 1996 en 1998 herbouwd. De Ster staat aan de Leidsche Rijn in de Utrechtse buurt Lombok.

## Geschiedenis
In en rond Utrecht hebben tientallen molens gestaan, waarvan twaalf houtzaagmolens. Van dit aantal zijn nog twee molens over: korenmolen Rijn en Zon in de Adelaarstraat en onderhavige. In de stad Utrecht komt in twee straatnamen nog de naam terug van houtzaagmolens. Dat is de Zaagmolenkade die verwijst naar houtzaagmolen De Haas die daar tot ongeveer 1848 heeft gestaan in de buurt van de kruising van het Zwarte Water met wat nu de Kardinaal de Jongweg is. De andere straatnaam is de Kranenburgerweg die verwijst naar houtzaagmolen Kranenburg die daar tot ongeveer 1945 aan de Kromme Rijn heeft gestaan.
Aan de Leidsche Rijn hebben ooit drie houtzaagmolens gestaan. Behalve De Ster stonden er nog De Bijgeval en de Zwijger. Die laatste molen had het moeilijk, want die had geen toestemming om het hout in de Leidsche Rijn te leggen. Al dat hout was een doorn in het oog van de schippers die er met hun boten maar tussendoor moesten laveren.
De naam van de molen De Ster is afgeleid van de naam van de eerste eigenaar Arien van der Starren. Hij kreeg, samen met Jordan van der Ven, in 1721 toestemming van de vroedschap van Utrecht om een zaagmolen te bouwen. De plaats die gekozen werd was een weide aan de noordzijde van de Leidsche Vaart, die tegenwoordig Leidsche Rijn wordt genoemd.
Het bouwen van de molen met een bijbehorend huis ging de financiële draagkracht van de heren Van der Starren en Van de Ven kennelijk te boven, want in 1722 namen ze een hypotheek op het bedrijf. Van der Starren werd de molenaar en Van de Ven was radmaker van beroep en moet dus het binnenwerk van de molen hebben vervaardigd.
Later werden er nog vier knechtwoningen op het molenerf gebouwd. Tot 1860 zou de molen in het bezit van de familie Van der Starren blijven. In dat jaar werd het bedrijf voor 11.900 gulden verkocht aan bakker Johannes Mol wiens nazaten nog steeds bij de molen betrokken zijn. Mols erfgenamen verkochten de molen in 1876 voor ƒ 15.000 (€ 6.807) aan Willem de Wit die later ook de naastgelegen molen De Bijgeval zou kopen. De familie De Wit heeft nooit op het molenerf gewoond. Het was een rijke familie uit Noord-Holland, die een andere levensstijl gewend was. Zij vestigden zich dan ook op de, nog steeds voorname, Maliebaan in Utrecht-Oost.
In 1910 diende de toenmalige eigenaar van de molen, Jan de Wit, een aanvraag in voor het ombouwen van De Ster tot een elektrische zagerij. De molen had daardoor geen (industriële) functie meer. Dit had tot gevolg dat in 1911 de bovenbouw van de molen geheel onttakeld werd.
De houthandel van de familie de Wit leverde voornamelijk kwaliteitshout. Dat hield in dat het hout één tot drie jaar moest drogen. Voor de opslag waren daarom vier loodsen gebouwd op het terrein.
De Eerste Wereldoorlog was een moeilijke periode vanwege de problemen met de houtaanvoer. In de crisisjaren werd het opnieuw moeilijk omdat veel mensen hun rekening niet konden betalen. In de Tweede Wereldoorlog werd de houtzagerij gevorderd en bewaakt als belangrijk voor de oorlogseconomie. Dit verhinderde niet dat tijdens razzia's mensen zich verstopten tussen de houtstapels, in de paardenstal of de zaagselkelder.
Na de oorlog deed de houthandel goede zaken omdat er veel nieuwe huizen gebouwd werden. In de jaren 1970 maakte de gemeente plannen om de grote bedrijven uit de woonwijk Lombok te weren. Dit had uiteindelijk de onteigening van houthandel De Wit tot gevolg. De gebouwen werden in 1988 in erfpacht uitgegeven aan de Utrechtse Maatschappij tot Stadsherstel NV (UMS). De inzet van de buurt (en de blijvende betrokkenheid van erfgenamen De Wit) leidde onder leiding van UMS tot restauratie van de gebouwen en de aanleg van het Molenpark.

## Restauratie en herbouw
Na de restauratie van het molenerf met daarop onder andere het zagerijgebouw, loodsen en huizen namen buurtbewoners in 1988 het initiatief om ook de molen zelf terug te laten keren. Het is de hiervoor opgerichte Stichting De Sterremolen gelukt om de benodigde 1,7 miljoen gulden bij elkaar te krijgen. Dankzij de toekenning van subsidie uit het Europees Sociaal Fonds zijn de laatste tekorten gedekt en was de financiering rond. In 1996 is met de herbouw begonnen. Begin 1998 startten de aannemer Jurriëns en molenbouwer Poland met hun werkzaamheden.
In zijn loods in Broek op Langedijk in Noord-Holland bouwde molenbouwer Poland met vier man de molen stukje voor stukje op. Alles werd in elkaar gepast, genummerd en vervolgens weer uit elkaar gehaald.
Half februari 1998 is door de ijzergieterij Gieterij Hardinxveld te Hardinxveld-Giesendam de reusachtige bovenas van De Ster gegoten. Deze kolos van 6,01 meter lang heeft een doorsnede van 50 centimeter, weegt 3500 kilo en heeft nummer 79. Na het gieten werd de as gestraald, geslepen en geschilderd.
Om professioneel zagen weer mogelijk te kunnen maken, werkten de molenmakers binnenin de herbouwde molen aan het herstel van het zaagmechaniek, dat bestaat uit een ingenieus stelsel van assen en raderen, waarmee uiteindelijk het zaagraam in beweging wordt gezet. Ook deze voorbereidingen werden in de werkplaats in Noord-Holland gedaan. De krukas, een essentieel deel van het zaagmechaniek, werd in maart 1999 ook in Hardinxveld-Giessendam gegoten. Ondanks dat het een drieslagskrukas is, is er maar één zaagraam. De andere twee krukplaatsen zijn daarom verzwaard. Na voltooiing van de molen, compleet met zaaginrichting en het 'gaande werk' zoals de bovenas, de krukas en het zaagraam, volgde op 22 juni 1999 de officiële opening. Die geschiedde door Z.K.H. prins Claus, beschermheer van de Vereniging De Hollandsche Molen.
Om de molen voldoende wind te doen vangen, heeft de gemeente begin maart 1999 de populierenlaan in het Molenpark grondig aangepakt. De populieren zijn geknot op een hoogte van zo'n 4,5 meter. Gebouwen ruimtes op het molenerf hebben verschillende bestemmingen gekregen. Zo zijn er een atelier, een muziekoefenruimte, een kinderdagverblijf, een openbare speelplek en een dierenweide.

## Openstelling
De houtzaagmolen is iedere zaterdagmiddag werkend te zien en toegankelijk voor publiek. Hij doet tevens dienst als cultuurpodium en vergadercentrum en het is een officiële trouwlocatie. Er is een molencafé met terras aan het water. Er worden rondleidingen gegeven, onder meer aan basisschoolklassen. De Ster neemt deel aan de Nationale Molendag en Open Monumentendag.